# Platyrhacus gongyloides
Platyrhacus gongyloides är en mångfotingart som beskrevs av Carl Graf Attems 1899. Platyrhacus gongyloides ingår i släktet Platyrhacus och familjen Platyrhacidae. Inga underarter finns listade i Catalogue of Life.